# Petrophora romanaria
Petrophora romanaria là một loài bướm đêm trong họ Geometridae.